# Vlci na hranicích
Vlci na hranicích je český dokumentární film režiséra Martina Páva z roku 2020. Producentem filmu je společnost Frame Films, koproducentem Česká televize. Film se připravoval celkem dva roky.
Tento film se zabývá tématem návratu vlků do české přírody, konkrétně na Broumovsko. Od té doby, co byli vlci uznáni za ohrožený druh a začalo se s jejich ochranou, vlčí populace ve střední Evropě stále narůstá. Film se zaměřuje na společnost, kterou vlk fascinuje, ale i děsí zároveň. Přes to, že mnoho lidí ve vlcích vidí šanci pro obnovu divoké přírody, najde se i spousta takových, kteří si vlka v přírodě nepřejí a rádi by jej vyhnali mimo dosah svých obydlí.
Film se odehrává na Broumovsku na hranici České republiky s Polskem. Během posledních let region neustále čelí mnohým útokům vlků na stáda ovcí. Společnost je tak rozdělená na ty, kteří proti vlkům bojují a ty, kteří se je snaží ochránit. Skrz osobní příběhy vybraných protagonistů film hledí hluboko do motivace lidí takto jednat a dotýká se archetypálního tématu – „člověk versus příroda“.

## Štáb
- Režie: Martin Páv
- Scénář: Martin Páv
- Kamera: Petr Racek
- Střih: Matěj Beran
- Zvuk: Adam Bláha
- Producentka: Zuzana Kučerová
- Vedoucí produkce: Augustina Micková
- Grafický design: Jan Němec
- PR a propagace: Hana Blaha Šilarová, Martin Černý
- Hudba: Jiří Trtík